# 907
907 (CMVII) fue un año común comenzado en jueves del calendario juliano, en vigor en aquella fecha.

## Acontecimientos

### China
(Las siguientes fechas están en el Calendario gregoriano proléptico)
- 27 de febrero: A Bao Ji unifica a los pueblos de Kitán en la actual Mongolia.[1] Fundará la dinastía Liao 9 años después.
- 12 de mayo: Liu Zhu, último emperador de la dinastía Tang, es obligado a renunciar al trono y anuncia al warlord Zhu Wen como su sucesor.[2][3]
- 1 de junio: Zhu Wen pone fin a los Tang y funda la dinastía Liang posterior.[4][5] En los siguientes meses, diversos gobernadores proclaman sus propias dinastías chinas. El Imperio chino se fragmenta e inicia el Periodo de Cinco Dinastías & Diez Reinos. Dicha era terminará en el 979 con la reunificación de toda China bajo los Song.

### Europa
- Oleg lidera a la Rus de Kiev en una campaña contra Constantinopla.
- 4 de julio: Batalla de Bratislava. El ejército húngaro derrota al Margrave Leopoldo de Baviera en las proximidades de Pozsony (hoy Bratislava). Este hecho es considerado por algunos historiadores como la consolidación de Hungría (véase

## Nacimientos
- 26 de noviembre: San Rosendo, santo y obispo de Galicia.
- Berta de Suabia, reina consorte de Borgoña.

## Fallecimientos
- 2 de mayo: Boris I de Bulgaria
- Leopoldo de Baviera, margrave de Carintia.
- Ismail Samani, emir sasánida.